# Teasc (gmina)
Teasc – gmina w Rumunii, w okręgu Dolj. Obejmuje miejscowości Secui i Teasc. W 2011 roku liczyła 3253 mieszkańców.